# MeLa
Die Mecklenburgische Landwirtschaftsausstellung, kurz MeLa, ist eine jährlich stattfindende Fachausstellung für Landwirtschaft, Ernährung, Fischerei, Forstwirtschaft, Jagd und Gartenbau in Mecklenburg-Vorpommern. Seit 1991 findet sie im September auf dem Messegelände Mühlengeez in der Gemeinde Gülzow-Prüzen  bei Güstrow statt und entwickelte sich zur größten landwirtschaftliche Fachmesse Norddeutschlands.
Veranstalter ist die MAZ Messe- und Ausstellungszentrum Mühlengeez GmbH. Ideelle Träger sind das Ministerium für Landwirtschaft, Umwelt und Verbraucherschutz des Landes Mecklenburg-Vorpommern und der Bauernverband Mecklenburg-Vorpommern. Zu den Höhepunkten der Messe gehören die Landestierschau sowie die Verleihung der Preise für Tier- und Pflanzenzucht.
2002 hatte die MeLa erstmals mehr als 60.000 Besucher. In den Jahren 2012 und 2013 kamen mehr als 70.000 Gäste.